# Rio Samina

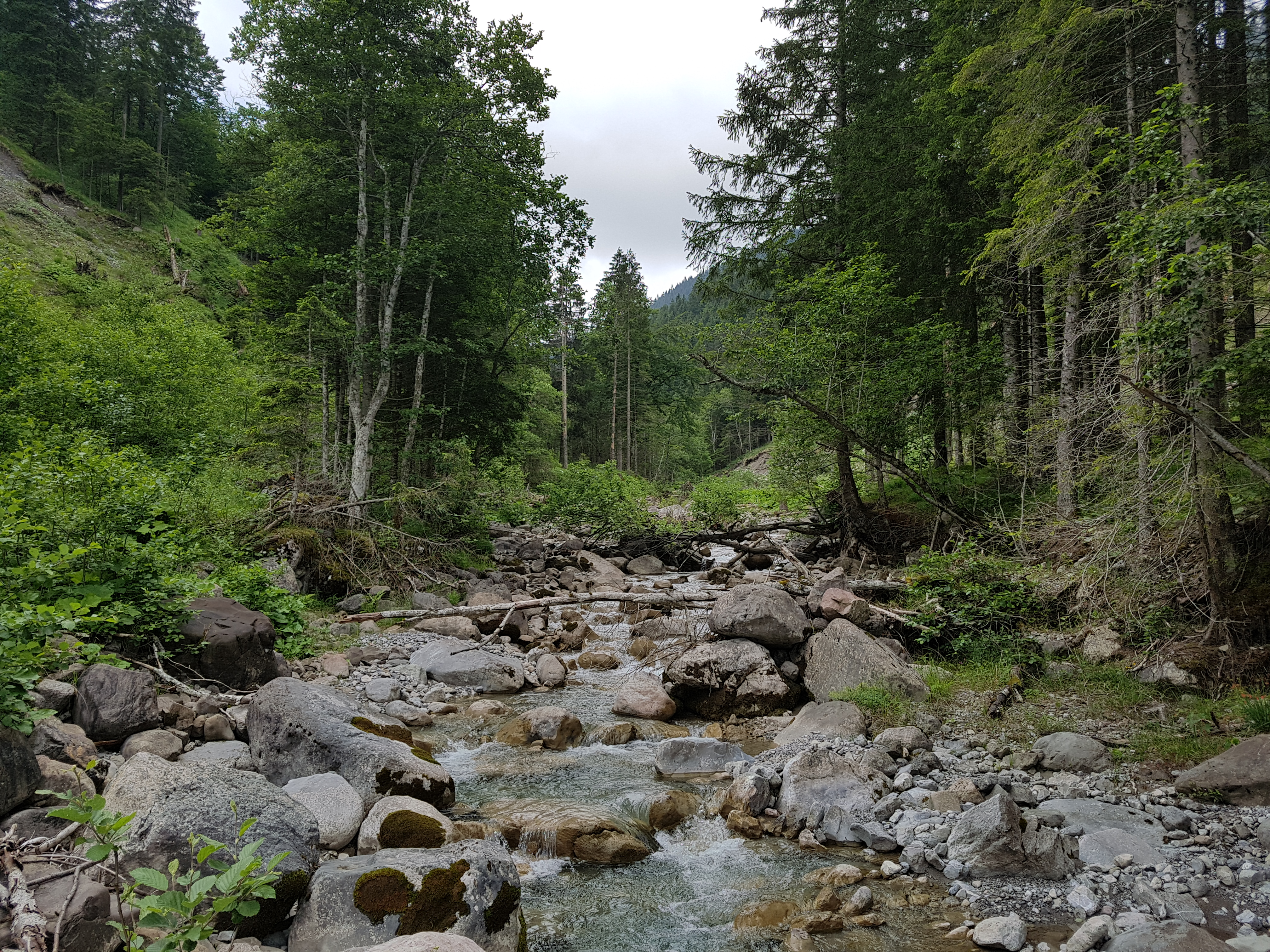
Imagem do rio Samina

O rio Samina ou Saminatol (em alemão Saminabach) é um curso de água localizado na Europa Central. Tem a sua nascente no vale de Samina, no Liechtenstein, na comuna de Triesenberg, e desagua na Áustria, em Frastanz, Vorarlberg. Tem uma extensão aproximada de 17 km, sendo que são que 12 quilômentros estão no Liechtenstein e cinco quilômetros estão na Áustria.
É o maior rio do Liechtenstein nascido no território do principado, e o segundo maior rio do país. O primeiro é o rio Reno. Em Frastanz, o rio forma um estuário onde finda o seu percurso.
As suas águas são intensivamente usadas para a produção de electricidade, bem como para o fornecimento de água da maioria da população do Liechtenstein. É muito utilizado para a prática de rafting, e de outros desportos aquáticos, devido às suas corredeiras. Os seus terrenos marginais formam um dos mais famosos vales de Liechtenstein: o vale de Samina. 